# Calamopus phyllicola
Calamopus phyllicola är en spindelart som beskrevs av Christa L. Deeleman-Reinhold 200. Calamopus phyllicola ingår i släktet Calamopus och familjen sporrspindlar.
Artens utbredningsområde är Thailand. Inga underarter finns listade.